# Āqā Sūr
Āqā Sūr (persiska: آغاسور, آقا سور, Āghāsūr) är en ort i Iran.   Den ligger i provinsen Västazarbaijan, i den nordvästra delen av landet, 500 km väster om huvudstaden Teheran. Āqā Sūr ligger 1 730 meter över havet och antalet invånare är 179.
Terrängen runt Āqā Sūr är kuperad, och sluttar österut. Runt Āqā Sūr är det ganska tätbefolkat, med 60 invånare per kvadratkilometer. Närmaste större samhälle är Māzhgeh, 19,7 km sydost om Āqā Sūr. Trakten runt Āqā Sūr består i huvudsak av gräsmarker.